# Bni Bounsar
Bni Bounsar (franska: Bni Bounsar (CR), Bni Bounsar (Commune Rurale), arabiska: بني بونصر) är en kommun i Marocko.   Den ligger i provinsen Al Hoceïma och regionen Tanger-Tétouan-Al Hoceïma, i den nordöstra delen av landet, 240 km öster om huvudstaden Rabat. Antalet invånare är 8 112.